# Городецкий, Вениамин Борисович
Вениамин Борисович Городецкий (13 апреля 1919 г., Бобруйск — 9 ноября 2014 г., Москва) — советский спортсмен (русские шашки), тренер и шашечный композитор, популяризатор шашек. Гроссмейстер СССР (1962), международный гроссмейстер.
Чемпион СССР по русским шашкам (1961), бронзовый призёр чемпионата СССР 1960 года и серебряный призёр чемпионата СССР по русским шашкам 1962 года. Победитель первенства СССР среди юношей (1936 г.). Трёхкратный чемпион России. Судья Всесоюзной категории (1957 г.), судил чемпионаты Москвы. Академик Петербургской академии шахматного и шашечного искусства.

## Биография
В. Б. Городецкий в 1937—1941 годах учился в Белорусском государственном университете (Минск) на физико-математическом факультете, учёбу окончил в МГУ (1946). Во время Великой Отечественной войны работал инженером-исследователем в оборонной промышленности.
Вениамин Городецкий — известный шашечный теоретик, среди его открытий — феноменальное доказательство выигрыша чёрных после дебютного 1. ed4 ba5 2.gh4 (позиция возникает и после 1.gh4 ba5 2. ed4). Автор 14 книг о шашках.
Публиковался во многих журналах и газетах, в том числе в 1930-е годы на идише в журнале «Октябер» (Октябрь, Минск). В течение многих лет редактировал шашечный отдел в «Учительской газете» и «Вечерней Москве» (псевдоним — Б. Янев). На протяжении 1970—1980-х годов вёл шашечную рубрику в единственном в СССР журнале на идише «Советиш геймланд» (Москва); впоследствии материалы этой рубрики были опубликованы в виде книжного приложения к журналу.
Среди его учеников — Евграф Зубов, международный гроссмейстер по шашечной композиции.
В апреле 2014 года в Москве прошёл представительный турнир по русским шашкам, посвящённый 95-летнему юбилею В. Б. Городецкого.